# Фінгал (графство)
53°27′35″ пн. ш. 6°13′05″ зх. д. / 53.4597° пн. ш. 6.2181° зх. д.
Фінгал (англ. County of Fingal, ірл. Contae Fhine Ghall) — адміністративне графство на сході Ірландії.
Було утворене 1 січня 1994 року з частини традиційного графства Дублін у провінції Ленстер на території Республіки Ірландії.
Столиця та найбільше місто — Сордз.

## Географія
Площа території 448 км². До округу належить острів Ламбей — найсхідніша точка країни, і безлюдний острів Айрлендс-Ай (туристична пам'ятка: руїни башти мартелло і церкви VIII століття).

## Історія
Фінгал утворено на початку 1994 року внаслідок поділу історичного графства Дублін на чотири адміністративних округи, які іноді називають графствами.